# Тајсон Бери
Тајсон Бери (енгл. Tyson Barrie — Викторија, 26. јул 1991) професионални је канадски хокејаш на леду који игра на позицијама одбрамбеног играча.
Члан је сениорске репрезентације Канаде за коју је на међународној сцени дебитовао на светском првенству 2015. када је канадски тим освојио титулу светских првака.
Учествовао је на улазном драфту НХЛ лиге 2009. где га је као 64. пика у трећој рунди одабрала екипа Колорадо аваланча. За Аваланче игра од 2011. године.